# LEVEL-5
LEVEL-5는 일본 후쿠오카현 후쿠오카시에 있는 게임 회사이다.

## 작품 목록

### 콘솔 플랫폼

#### Nintendo DS
- 레이튼 교수 시리즈
  - 레이튼 교수와 이상한 마을 (2007년 2월 15일)
  - 레이튼 교수와 악마의 상자 (2007년 11월 29일)
  - 레이튼 교수와 최후의 시간여행 (2008년 11월 27일)
  - 레이튼 교수와 마신의 피리 (2009년 11월 26일)
- 이나즈마 일레븐 시리즈
  - 이나즈마 일레븐 (2008년 8월 22일)
  - 이나즈마 일레븐 2 (2009년 10월 1일)
  - 이나즈마 일레븐 3 (2010년 7월 1일)

#### Nintendo 3DS
- 레이튼 교수 시리즈
  - 레이튼 교수와 기적의 가면 (2011년 2월 26일)
    - 관련 링크: http://www.layton.jp/kiseki/

  - 레이튼 교수 VS 역전재판 (2012년 11월 29일)
    - CAPCOM과 공동 제작
    - 관련 링크: http://www.layton-vs-gyakuten.jp/
- 이나즈마 일레븐 시리즈
  - 이나즈마 일레븐 GO (2011년 12월 15일)
- 요괴워치 시리즈 (1, 2, 3)
- 스낵월드 트레저러스

#### Nintendo Switch
- 스낵월드 트레저러스 골드
- 우리들은 같은 하늘을 올려다보고 있다

### 모바일 플랫폼
- 레이튼 시리즈
  - 레이튼 미스터리 저니: 일곱 대부호의 음모
- 요괴워치 시리즈
  - 요괴워치 뿌니뿌니